# 绿色清真寺 (布尔萨)
绿色清真寺（土耳其語：Yeşil Cami）是土耳其布尔萨一个大型库里耶建筑群的一部分，包括清真寺、学校、墓地、厨房、浴室等。布尔萨是奥斯曼帝国在1453年征服君士坦丁堡之前的旧都。
绿色清真寺建于1419-1421年，建筑师Hacı İvaz Pasha。该建筑开创了“布尔萨风格”。1855年地震后修复。

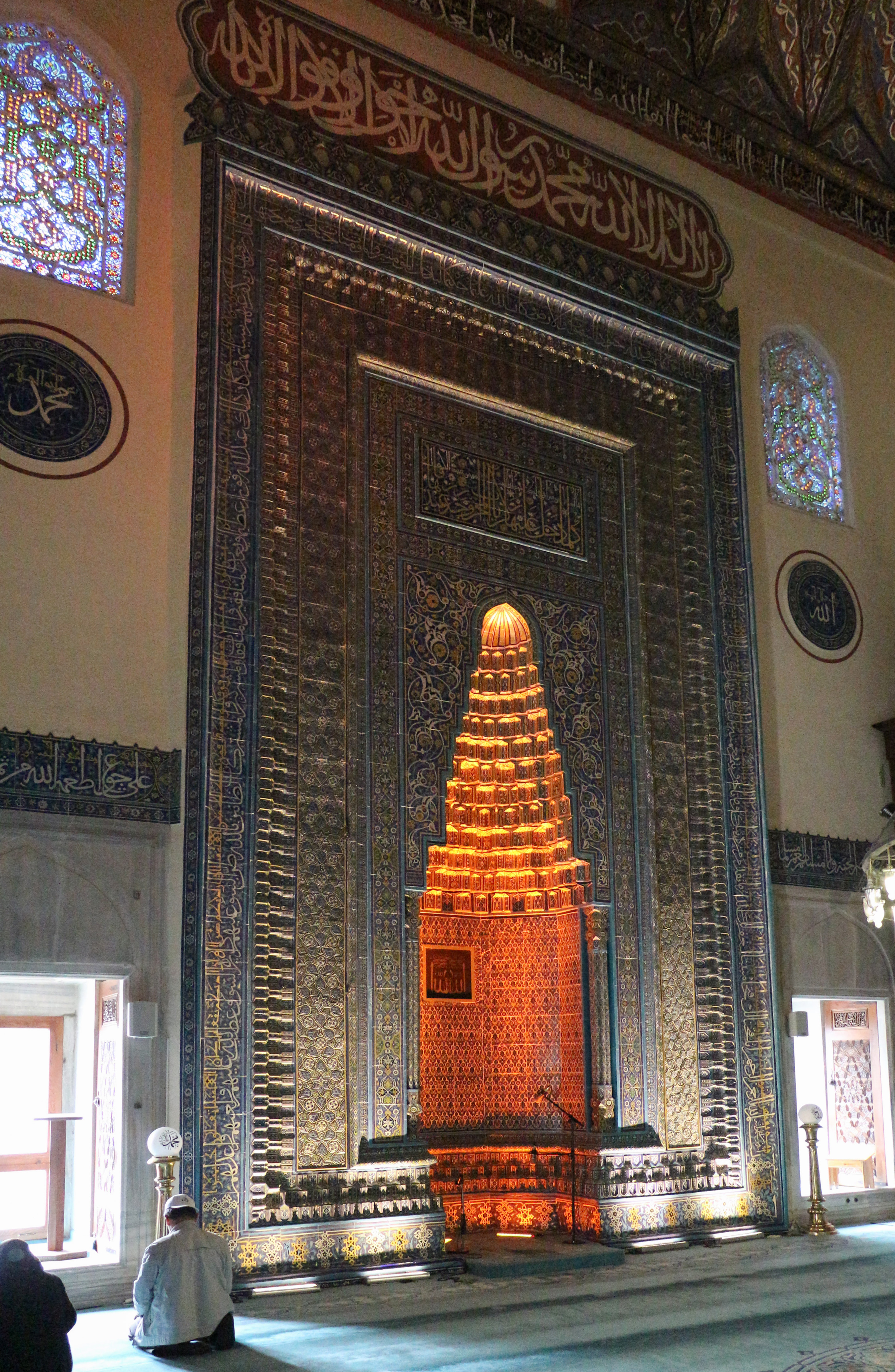
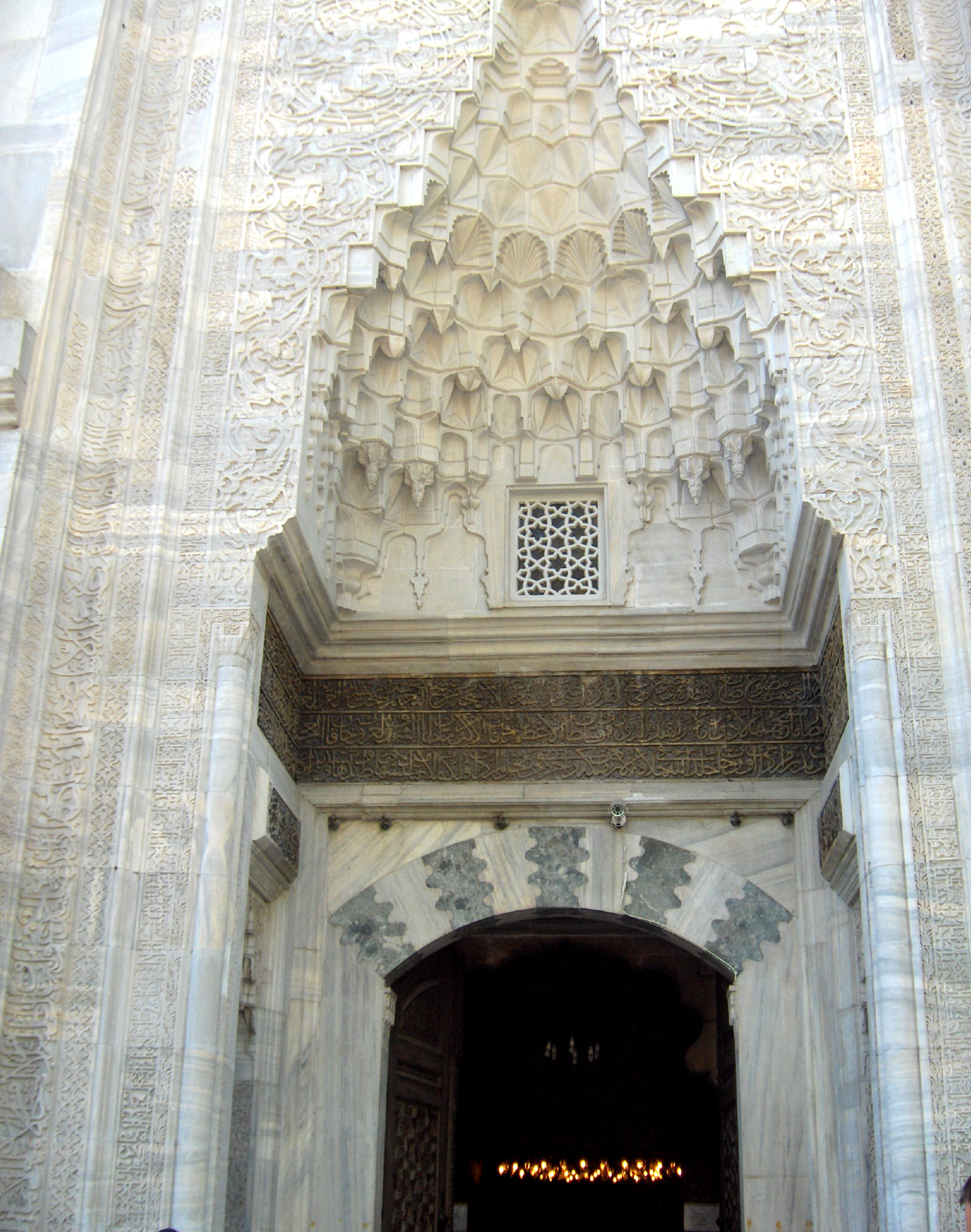
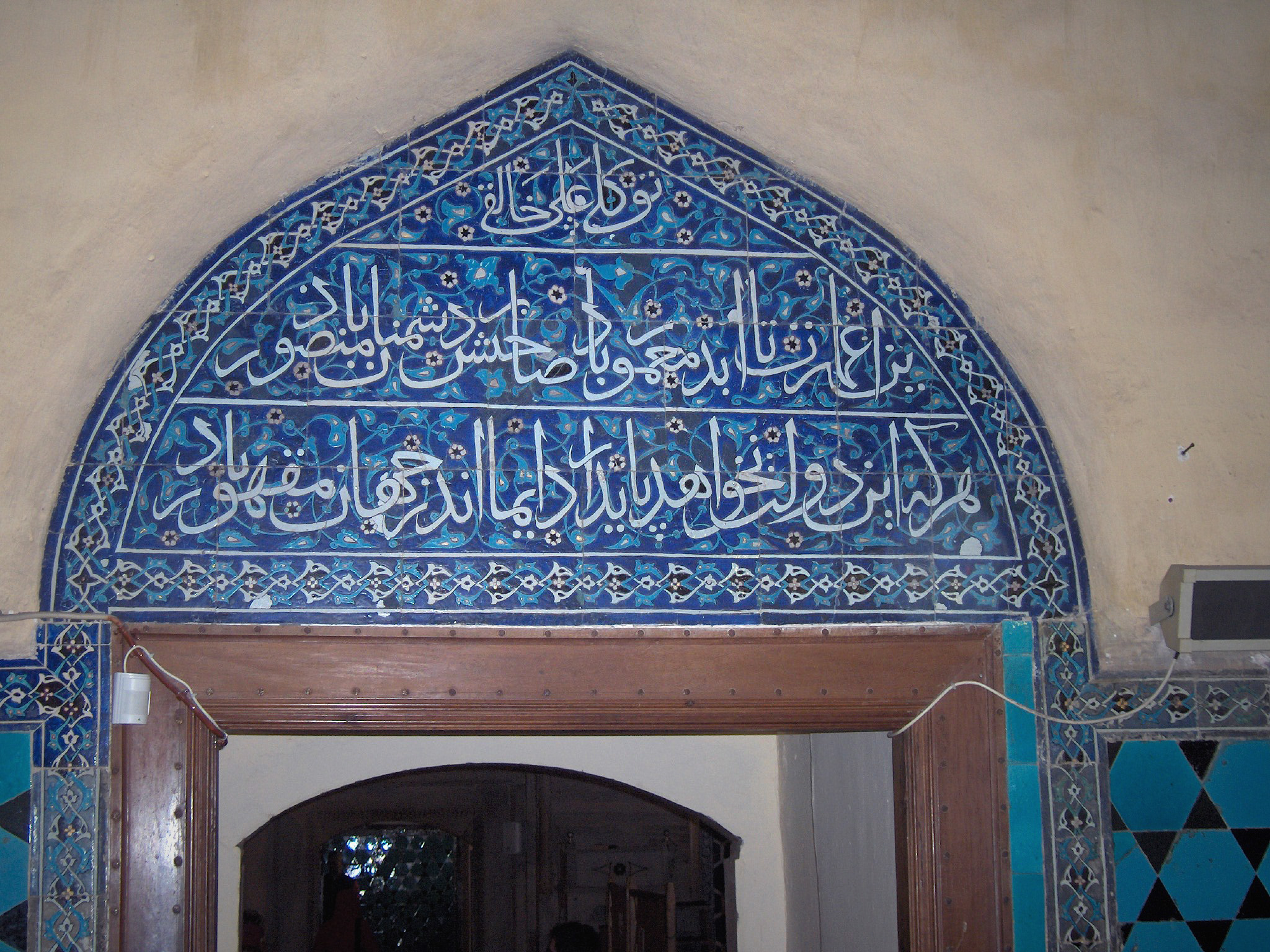